# Chương trình Danube

Bản đồ quốc gia có dự án nghiên cứu vũ khí hạt nhân.

Chương trình Danube (tiếng Romania: Programul Dunărea) là dự án bí mật của România nhằm phát triển vũ khí hạt nhân của riêng nước này. Dự án bắt đầu vào năm 1981 và kéo dài cho đến năm 1989.

## Lịch sử
Năm 1970, Cộng hòa Xã hội chủ nghĩa România đã phê chuẩn Hiệp ước không phổ biến vũ khí hạt nhân cấm họ phát triển và chế tạo vũ khí hạt nhân của riêng mình. Tuy vậy, từ năm 1981 đến năm 1989, România âm thầm tạo dựng chương trình vũ khí hạt nhân, bao gồm các cơ sở khai thác plutonium. Năm 1992, sau cuộc Cách mạng România, chính phủ mới đã tự nguyện báo cáo hành vi vi phạm này lên Cơ quan Năng lượng Nguyên tử Quốc tế, cơ quan này sau đó bèn chuyển báo cáo lên Hội đồng Bảo an Liên Hợp Quốc.

## Vật liệu
România mua lại Uranium được làm giàu mức độ cao (HEU) từ chương trình Nguyên tử vì Hòa bình của Mỹ, chịu trách nhiệm cung cấp uranium được làm giàu mức độ cao cho nhiều quốc gia. Dự án sử dụng một lò phản ứng hạt nhân được phía Mỹ trao tặng nhằm tạo ra plutonium từ HEU. Dù cho dự án đã thành công trong quá trình tạo ra plutonium nhưng nó không thực sự tạo ra được bất kỳ quả bom hạt nhân nào, dù người ta ước tính rằng với vật liệu mà dự án nắm trong tay, họ có thể tạo ra tới 240 quả bom plutonium, giả sử rằng 10 kg (22 lb) plutonium sẽ được sử dụng cho mọi quả bom này.